# ناتالی دریفس
ناتالی دِرِیفُس (به انگلیسی: Natalie Dreyfuss) یک بازیگر آمریکایی است که بیشتر برای نقش کلویی در سریال زندگی مخفی نوجوان آمریکایی و کسی در سریال اصیل‌ها شناخته شده‌است.

## خانواده
مادر او، کتی کان طراح لباس هالیوود و پدرش لورین دریفس بازیگر سینما است. او همچنین برادر زادهٔ بازیگر مطرح ،ریچارد درایفس است.

## آثار
سریال :
- به من دروغ بگو در نقش مالی قسمت: "Darkness and Light"
- علف در نقش سوفیا قسمت: "Une Mère que j'aimerais baiser"
- دختر جدید در نقش اسکایلر قسمت: "Fancyman (Part 2)"
- دکتر هاوس در نقش کورتنی قسمت: "Holding On"
- خون حقیقی در نقش دختر ۱۸ ساله ای فری (۲ قسمت)
- دو دختر ورشکسته در نقش هیلاری والدار قسمت: "And the DJ Face"
- زندگی در نقش تیفانی سلون قسمت: "Tear Asunder"
- ما مرد هستیم در نقش لیزی Episode: "We Are Carpe Pontiac"
- مهره سوخته در نقش سوفی استرنجر قسمت: "Fight or Flight"
- اصیل‌ها در نقش کیسی / استر مایکلسون (۶ قسمت)[۲]
- ریتا راکس در نقش هالی کلمنز (نقش اصلی)
- زندگی مخفی نوجوان آمریکایی در نقش کلویی (۱۱ قسمت)
- فلش در نقش سو دیربون[۳] (نقش دوره ای فصل ۶)[۴]

فیلم :
- سیاه‌مست در نقش امبر
- اخراج در نقش ابیگیل
- گنجینه ملی: کتاب رمز در نقش دختر دبیرستانی
- بی‌فرزند در نقش کاترین